# Скугарєва Марина Вадимівна
Марина Вадимівна Скугарєва (англ. Marina Skugareva, народилася 2 березня 1962 у Києві, Україна, СРСР) — українська художниця, одна з представників Нової української хвилі.

## Біографія
Народилася у Києві в сім'ї журналістки Ольги Леонідівни Гарицької і архітектора Вадима Костянтиновича Скугарєва, який з 1973 року обіймав посаду завідувача кафедрою декоративно-прикладного мистецтва художньо-графічного факультету в Дагестанському державному педагогічному інституті (Махачкала, Дагестанська АРСР). У 1974 році Марина вступає в Республіканську художню середню школу ім. Т. Г. Шевченка. У 1981 році закінчує Дагестанське художнє училище ім. Джемала. У 1982-1988 роках навчається у Львівському державному інституті декоративно-прикладного мистецтва на кафедрі художнього текстилю. У 1988 році одружується з художником Олегом Тістолом і разом з чоловіком і художниками Костянтином «Вінні» Рєуновим і Яною Бистровою їде до Москви. Там вони живуть і працюють в сквоті «Фурманний провулок», а пізніше — в сквоті «Трьохпрудний провулок», де знаходилась відома «Галерея в Трьохпрудному провулку», заснована Костянтином Рєуновим і Авдєєм Тер-Оганьяном.
У травні 1992 року Марина Скугарєва і Олег Тістол у межах програми культурного обміну отримують стипендії фонду Christoph Merian Stiftung і виїжджають до Базеля, де живуть до початку 1993 року. Там вони проводять кілька виставок разом з Гією Джапарідзе, Андре Клементом, а нових друзів - швейцарських художників Сюзетт Бек, Рональда Вютріха, Ілзе Ермен - Марина перетворює на героїв своїх картин.
З 1993 року Марина Скугарєва живе і працює в Києві.

## Творчість
Наприкінці 80-х років Марина Скугарєва займає своє місце на вітчизняній художній сцені і відтоді стає постійною учасницею виставок сучасного мистецтва в Києві, Москві, Варшаві, Базелі, Берліні, Оденсе. ЇЇ твори стали частиною тієї «нової хвилі», яка програмно зв’язувала своє мистецтво з постмодернізмом, оновлюючи через його естетику традиційну українську образотворчість.

Однією з головних тем її мистецтва є оголена людська постать у просторі. Для художниці ця тема виростає із традицій експресіонізму, проте її експресії – не стільки відкриті емоції, скільки спосіб бачення, пошук «іншої точки зору», шлях збереження «справжнього життя» в просторі мистецтва, спустошеного безкінечними цитатами та репродукуванням. 
Її ранні картини («Вечірній Київ» (1988), «Der Vogel» (1990), «Колючка»(1992)) близькі до своєрідної версії трансавангардного живопису, у пізніших роботах – зовнішня експресивність відходить углиб, відкриваючи точність висловлювання, жорстку спостережливість. Вже в перших її живописних картинах з’являється характерний прийом – гаптований фрагмент - птах, квітка, людське обличчя. Марина внесла до своїх творів феміністичне забарвлення, з’єднавши способом вишивки та малярства «жіночий» та «чоловічий» вимір, жіноче рукоділля і образну концептуальність.
З середини 1990-х років  Марина Скугарєва працює над проектом натюрмортів – «Столи». Видовжені полотна («Рональд», «День», «Радіола», «Вечірні вісті»), перерізані  по горизонталі довгими напівпорожніми столами, над якими на умовній стіні закріплені портрети персонажів, вона перетворює на зіткнення кількох реальностей:  справжній інтер'єр, де висить картина, ніби продовжується в ній самій, а зображені  на картині предмети теж перевіряються на справжність, і тому склянки та стільці стають тут реальнішими, ніж портрети.
«Фрагменти» – назва одного з циклів її картин (2001–2003) – життя, розгорнуте в епізодах. Підкреслена фрагментарність і простота мотиву у поєднанні з яскравою напруженістю кольору надають цим роботам особливе змістове значення та широке образне дихання. Тут художниця наголошує цінність «приватної історії».
Дивний простір, в  якому дійсність окреслена поглядом художника, визначає своєрідність проектів «Пейзажі» та «Дороги» (2004-2009). Композиції побудовані за принципом «погляду з вікна авто», іноді з умовної верхньої точки огляду, і тому між природою і людиною, що її споглядає, існує дистанція, що позбавляє її  безпосереднього дихання, окреслюючи форматом  картини. На  цих  полотнах немає людських постатей, їх світ порожній, підкреслено не емоційний, але насичений і багатозначний.
У 2007 році Марина Скугарєва представляє проект рисунків «Добрі Домогосподарки». Сюжетно вона продовжує тему фігури у просторі, але одночасно вносить нові акценти. У рисунках здебільшого Марина використовує тексти з жіночих інтернет-чатів, які, накладаючись на оголені фігури, перетворюються на татуювання. У побудові рисунків помітна умоглядна стратегія авторки: накладання зображення на текст для «затемнення» змісту і розбіжність між ними. В текстах тягнуться безкінечні жіночі розмови, проте зображення розгортають форми людського руху та «завмерлі» емоції.  Художниця лише відштовхується від сюжетного мотиву, не поетизуючи повсякдення, а радше переборюючи його засобами мистецтва.

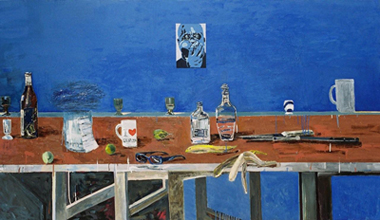
Натюрморт. Радіола. 80×180 см. Полотно, олія. 2000.
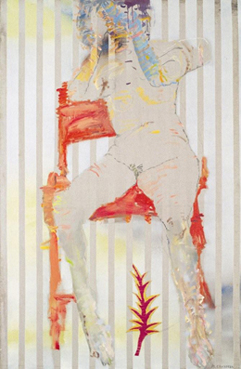
Ню. Колючка. 160×80 см. Полотно, олія, вишивка. 1992.
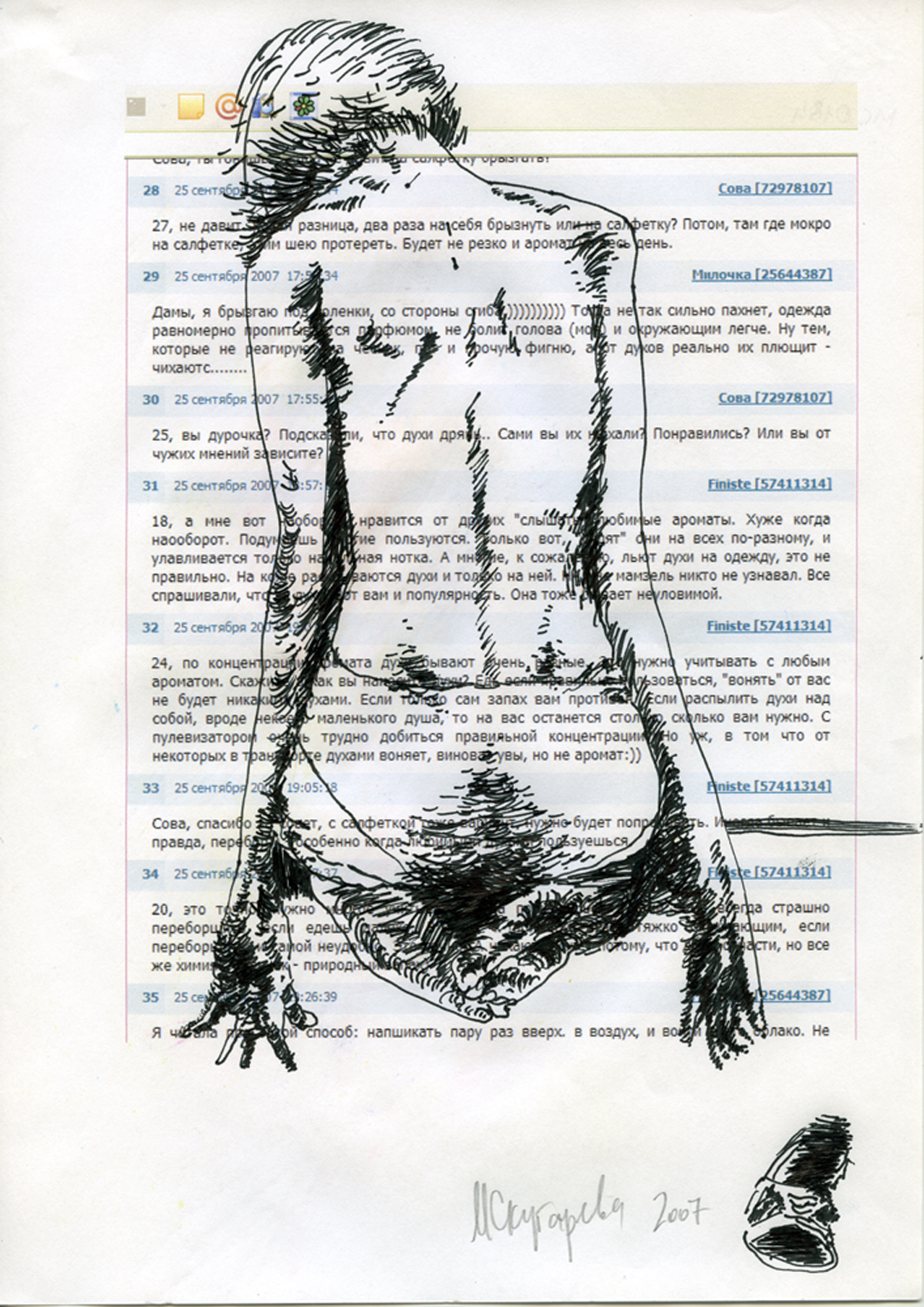
Добрі домогосподарки. 30×20 см. Папір, гелєва ручка. 2009.

## Колекції
- Запорізький обласний художній музей, Україна.
- Московський дім фотографії, Росія.
- СК Джонсон Київ Корпорейшн, Україна.
- Муніципальна галерея міста Оденсе, Данія.
- Фонд Christoph Merian Stiftung, Базель, Швейцарія.

## Нагороди
- 1995 — Лауреат «Great Ukrainian Women Artist», Україна.

## Громадська позиція
У червні 2018 підтримала відкритий лист діячів культури, політиків і правозахисників із закликом до світових лідерів виступити на захист ув'язненого у Росії українського режисера Олега Сенцова й інших політв'язнів.